# 일본우정공사

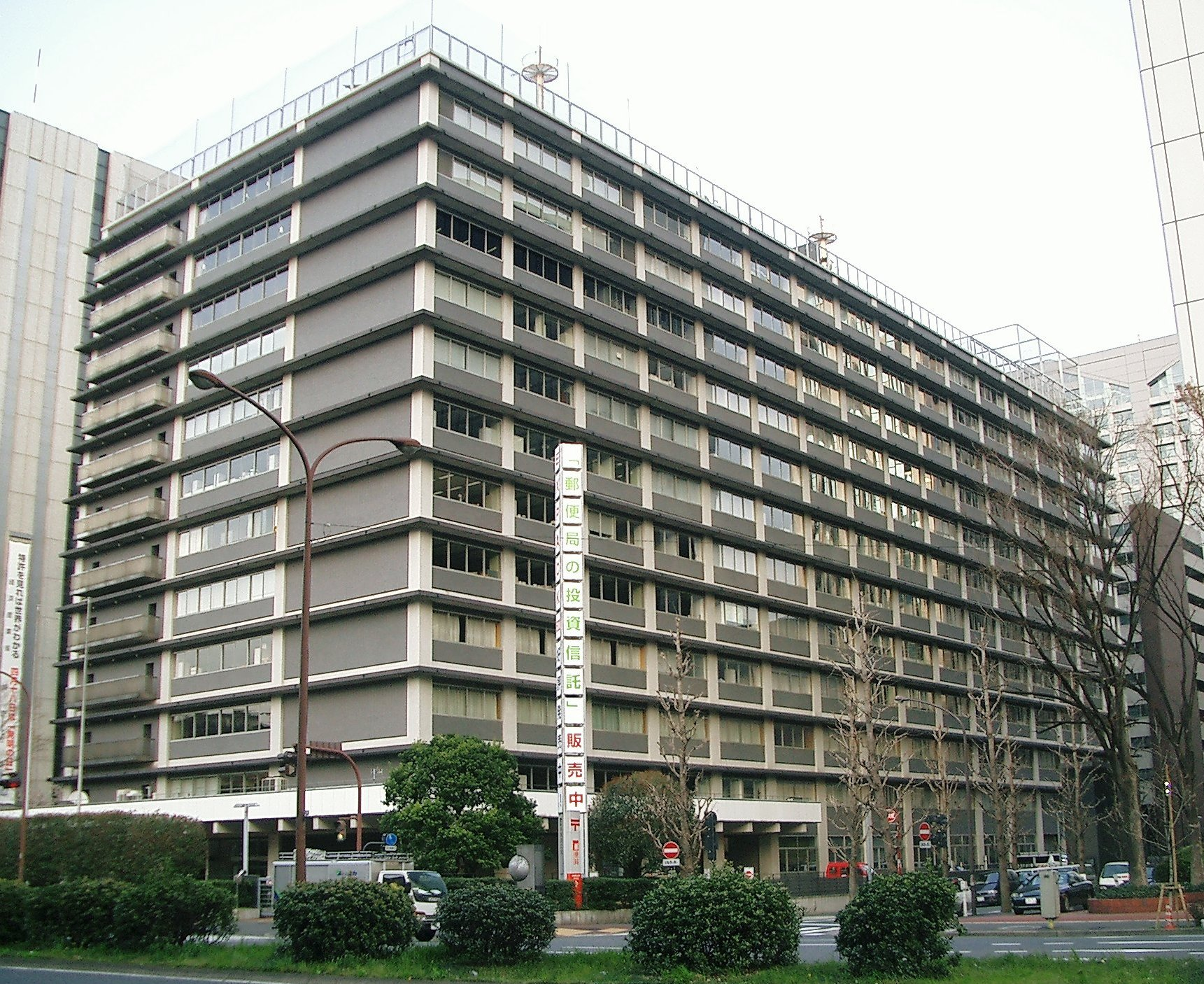
일본우정공사 본사

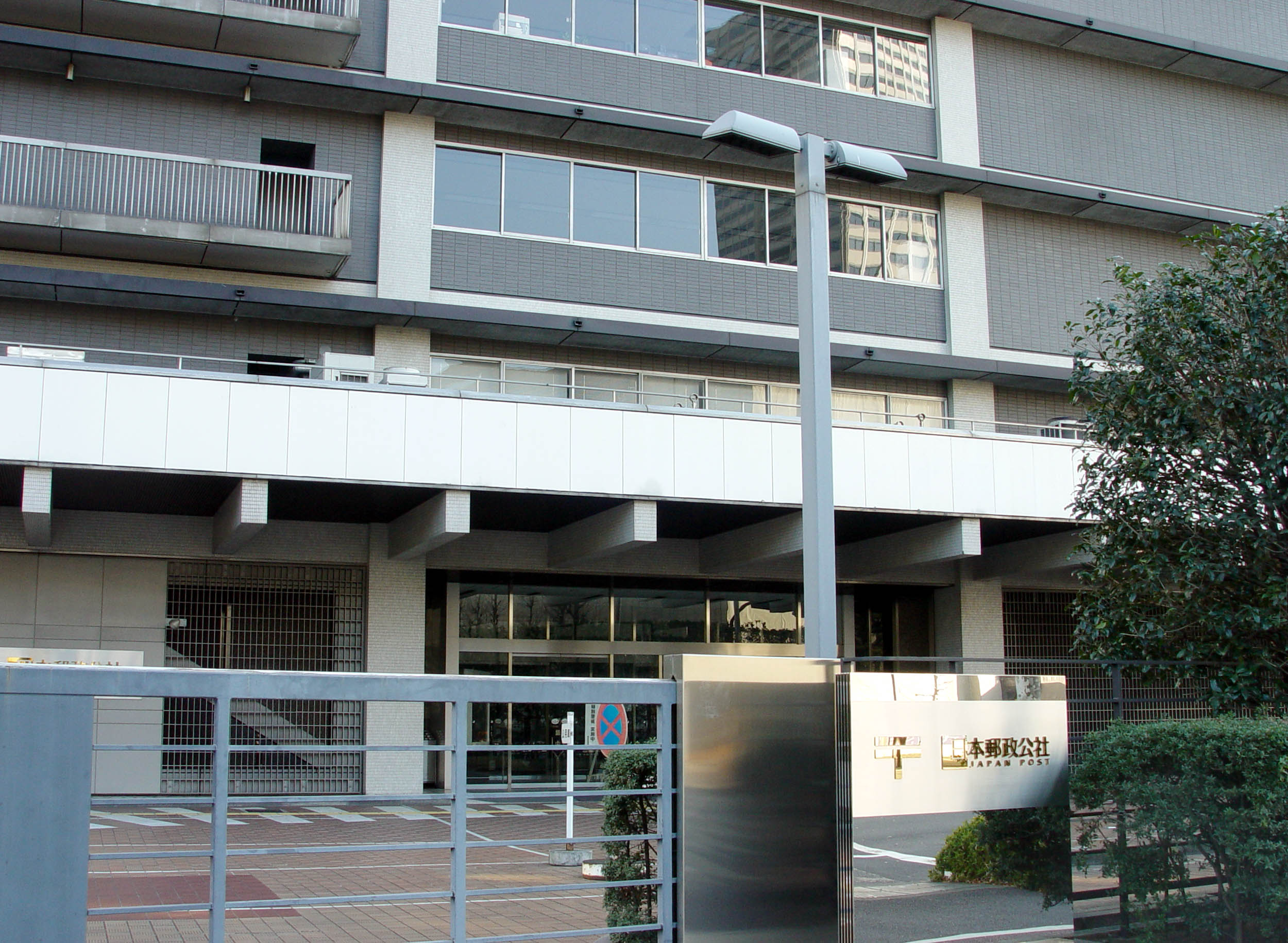
일본우정공사 본사

일본우정공사(일본어: 日本郵政公社 닛폰유세이코샤[*], Japan Post)는 일본의 우편 사업과 우편 저금, 간이 보험 등의 우정 사업을 담당하던 국영 공사였다. 2007년 10월 1일에 일본우정그룹으로 민영화되면서, 9월 30일에 해체되었다.
2003년 4월 1일에 일본우정공사법에 의하여 일본 정부가 전액 출자하여 설립되었다. 또한 동 시행법에 따라 구 우정사업청이 담당하던 우정사업의 사무와 관련되어 국가가 가지는 권리와 의무, 간이보험복지사업단의 자산과 채무를 이전받았다. 감독기관이던 총무성 우정기획관리국은 우정행정국이 되었으며, 우편저금 및 간이생명보험 업무에 관한 검사 일부는 금융청이 담당하게 되었다.
2006년 1월 23일에 우정민영화의 기획 준비를 담당할 일본우정주식회사가 출범했고, 2007년 10월 1일에는 일본우정주식회사와 이를 바탕으로 출범할 4개 사에 우정 관련 사업을 이관하면서 운명을 다했다.

## 같이 보기
- 우체국
- 일본우정주식회사
- 일본 총무성
- 만국우편연합
- 일본의 우정민영화
- 우정사업본부